# Ԯ

Ԯ или л с камшиче (Ԯ ԯ; курсив: Ԯ ԯ) е буква от кирилицата. Използва се в ителменския и хантийския езици, където представлява беззвучната венечна странична проходна съгласна /ɬ/. 

## Кодове
| Буква  | Уникод |
| ------ | ------ |
| Главна | U+052E |
| Малка  | U+052F |